# Georg Saluz
Georg Saluz (* 1571 in Jenaz; † 20. Januar 1645 in Chur, heimatberechtigt in Lavin und Chur) war ein Schweizer reformierter Geistlicher, Dekan im Gotteshausbund und Reformator im Kanton Graubünden.

## Leben
Georg Saluz, ein Enkel von Philipp Gallicius, wurde 1571 in Jenaz geboren und studierte evangelische Theologie in Zürich. Schon 1590 heiratete er die Zürcherin Ursula Widmann. Im gleichen Jahr wurde er in die evangelisch-rätische Synode aufgenommen; dadurch durfte er im Freistaat der Drei Bünde als Pfarrer tätig sein. So übernahm er im gleichen Jahr die Pfarrstelle in Seewis im Prättigau, die erst vor kurzer Zeit nach mehreren Auseinandersetzungen den reformierten Glauben angenommen hatte. Zugleich wurde er als Pfarrer in Grüsch eingesetzt. Drei Jahre später übertrug man ihm zusätzlich den Pfarrposten in Schuders, den er nicht länger als ein Jahr lang behielt. In Grüsch gab er seine Pfarrtätigkeit 1602 ab. Vier Jahre später, 1606, wurde er als Pfarrer an die St.-Martinskirche in Chur sowie zum Antistes berufen, diese Ämter hielt er bis zu seinem Tod 1645 inne. 1624 wurde er zudem Dekan im Gotteshausbund.
Saluz führte in verschiedenen Bündner Dörfer die Reformation ein, so in Untervaz (1611), Zizers (1612), in Trimmis (1613) und in Haldenstein (1613), worin er vom weltlichen Herrn Thomas von Schauenstein und seinem Churer Pfarrkollegen an der Regulakirche Johann Pontisella unterstützt wurde.
In der Zeit der Bündner Wirren stand er der reformierten Kirche des Kantons bei und unterstützte sie; allerdings konnte er das Konfessionsverbot in Veltlin, Chiavenna und Bormio nicht verhindern. 1618 wurde er vom Thusner Strafgericht zu einer Busse von 200 Goldgulden verurteilt, weil er das Spanische Bündnis nicht bekämpft hätte. Das Churer Strafgericht sprach ihn 1619 von dieser Busse frei; jedoch das von Venedig beeinflusste Strafgericht von Davos bestätigt sie wieder. Er wurde damals ein Jahr vom Kirchendienst ausgeschlossen, aber die Churer liessen aber ihren Pfarrer nicht im Stich.
Neben der Kirche interessierte sich Saluz auch für Medizin und Chirurgie, setzte sich für Pestkranke ein und beschrieb das Kurbad Gany im Prättigau und dessen Heilwirkungen. Am 20. Januar 1645 verstarb Saluz in Chur.
Erich Wenneker beschreibt Saluz als „tüchtige[n] und volkstümliche[n]“ Pfarrer. Weil er als sehr stark galt, erzählte man sich noch während er lebte Geschichten über ihn. Besonders machte er sich um die Synode verdient, da er sich an Strafgerichten zur Zeit der Bündner Wirren beteiligte und das Reformiertentum somit verteidigte. Auch in synodalinternen Konflikten beteiligte er sich, wenn auch zurückhaltend.

## Werke
- Catechismus, das ist: kurtzer bericht/dess Christlichen Glaubens/fürnembster Puncten […] Für die Jugend der Statt Chur/in alter freyer Rhaetia, 1617 (3 Neuauflagen)
- Lychprredigt über Numeri 27, Verse 12-17 in: Das Christenlich Leben und selig Sterben des Obersten Johann Gulker von Wyneck, beschrieben von Fortunat Sprecher von Bernegg, ohne Ort 1637
- Kurtze Beschreibung des fürtreffliehen Bads, Ganey genannt, im Prätigöw, Chur 1749